# Henri Komatis
Henri Komatis, pseudonyme d’Henri Mathis, est un architecte, peintre et sculpteur français, né le 29 novembre 1921 à Toulon, et mort le 19 octobre 1986 à Ollioules.

## Biographie
Ce peintre abstrait spécialisé dans les compositions murales a adopté le pseudonyme Komatis pour éviter la confusion phonétique avec Henri Matisse. Il s'est consacré également à la sculpture de monuments, l'architecture et la décoration.
Il est le cofondateur au côté de Gérard Paquet, Simone Komatis et Colette Paquet de l'association de Châteauvallon en 1965, point de départ du Centre culturel Châteauvallon situé sur la commune d'Ollioules dans le Var,. Il a conçu, dessiné puis participé à la construction, avec des amis, pierre après pierre, des gradins du théâtre de Châteauvallon, ouvert vers la mer, utilisant le mouvement de la colline. Passionné par l’Égypte et la Grèce antique, il a créé également des décors et des costumes de pièces, par exemple pour Jean Gillibert, et sa mise en scène d'Agamemnon d'Eschyle, en 1978.